# Calochortus ghiesbreghtii
Calochortus ghiesbreghtii är en liljeväxtart som beskrevs av Sereno Watson. Calochortus ghiesbreghtii ingår i släktet Calochortus och familjen liljeväxter. Inga underarter finns listade.